# Razem do piekła
Razem do piekła – album muzyczny zespołu Way Side Crew wydany w Polsce przez wydawnictwo Jimmy Jazz Records. Miało to miejsce w 2005 r. Jest to drugi album tej kapeli. Muzyka zawarta w albumie zaliczana jest do takich nurtów muzycznych jak hardcore punk, punk rock, street punk / oi!, rock and roll.

## Historia
Swój pierwszy, debiutancki album zespół Way Side Crew wydał w 2004 r. Otrzymał on tytuł identyczny jak nazwa własna zespołu – „Way Side Crew”. Już w 2006 r. w tej samej wytwórni muzycznej – Jimmy Jazz Records – kapela wydała drugi album studyjny, który otrzymał tytuł „Razem do piekła”. Został on nagrany w 2005 r.. Na kolejny album grupy trzeba było czekać do 2011 r., kiedy to wydany został „Wspólny Mianownik”, będący wspólnym projektem z raperem działającym pod pseudonimem Vienio – Piotrem Więcławskim (Vienio vs. Way Side Crew).

## Album i muzyka
Jest to album studyjny wydany w Polsce przez wytwórnię muzyczną Jimmy Jazz Records. W ramach katalogu tego wydawcy otrzymał on identyfikator JAZZ 093. Ponadto ma przypisany barcode (EAN): 5905674940933. Muzyka zawarta w albumie należy do gatunku muzycznego jakim jest rock, w szczególności jest utrzymana w takich nurtach muzycznych jak hardcore punk, punk rock, oi! i rock and roll. W albumie zamieszczono w ramach ścieżki dźwiękowej 13 utworów muzycznych. Ponadto na nośniku danych zastosowanym do dystrybucji tego albumu, jakim jest jedna płyta kompaktowa, nagrano także pliki z nagraniami wideo. Jeden z nich zawiera teledysk do utworu „Przegrany los”, a drugi to nagranie live. Dystrybucją albumu zajmują się między innymi firmy takie jak Rockers Publishing i Fonografika. Czas trwania nagrań wynosi 33 minuty i 51 sekund.

## Utwory
| lp. | tytuł                  |
| --- | ---------------------- |
| 1   | Słodkie chłopaki       |
| 2   | Dzieci gorszego Boga   |
| 3   | Miłość nienawiść       |
| 4   | Przegrany los          |
| 5   | Jedno życie            |
| 6   | Pamiętaj               |
| 7   | Rewolucja              |
| 8   | Sprzedałeś kraj        |
| 9   | Ulica                  |
| 10  | Piękny, dumny i bogaty |
| 11  | Ja nie wierzę, że      |
| 12  | Razem do piekła        |
| 13  | Początek końca         |

## Odbiór, opinie i oceny
Jedna z opinii dotycząca tego albumu, recenzenta sceptycznie nastawionego do pierwszej płyty zespołu, wyraźnie wskazuje, że jest to publikacja o wiele lepsza od pierwszej i warta przesłuchania. Muzykę zespołu zawartą w albumie można scharakteryzować jako melodyjną, uliczną i rock’n’rollową. W tym kontekście widoczne są w stosunku do wcześniejszego wydawnictwa pozytywne zmiany jakie zachodzą w dokonaniach kapeli. Poprawiła się także realizacja materiału nagrywanego do albumu, co wpłynęło na lepsze brzmienie całości kompozycji muzycznych. Nadal nie do końca pozytywnie oceniany jest wokal, ale ów recenzent sam przyznaje, że wynika to z faktu, iż nie odpowiada mu osobiście pewna maniera, którą uwielbia i stosuje wokalista. W porównaniu z pierwszym albumem tu także jest poprawa, ale nadal według niego nie ma odpowiedniej harmonii między śpiewem a muzyką. Generalnie wokal jest już bardziej śpiewny oraz naturalny. W komentarzu tym można także znaleźć zarzut pewnej monotematyczności tekstów utworów, co skutkuje brakiem wyraźnego kandydata na hit w całej stawce. Do wyróżniających się pozytywnie utworów zaliczone zostały takie jak „Dzieci gorszego Boga”, „Przegrany los”, „Jedno życie”, „Razem do piekła” i „Początek końca”, a do negatywnie „Rewolucja”, „Pamiętaj” oraz „Ulica”. Według zaś innej opinii album ten potwierdza ówcześnie świetną formę zespołu znanego z doskonałego przyjęcia kapeli na koncertach przez punkową publiczność oraz rozpoznawalnego dzięki obecności jego utworów na kilku składankach.
Album w serwisie internetowym Discogs otrzymał ocenę, według stanu na 27 marca 2020 r. – (Avg Rating):  (5/5 przy 2 oceniających), a w „Rate Your Music” otrzymał ocenę na dzień 7 grudnia 2011 r. (RYM Rating):  (1.5/5 przy 1 oceniającym).

## Składanki
Niektóre utwory zamieszczone w tym albumie zostały także zaprezentowane w albumach kompilacyjnych – różnych składankach i promo. Można tu wymienić między innymi:
- „Rewolucja”: Punks, Skins & Rudeboys Now! Vol. 14 (2006 r., Jimmy Jazz Records, plik wideo)[19][20]
- „Piękny, dumny i bogaty”, „Ulica”: Prowadź mnie ulico vol. 3 (2006 r., Jimmy Jazz Records – JAZZ 092, poz. 10 i 22)[19][21]